# Ungulatomorfs
Els ungulatomorfs (Ungulatomorpha) formaren un tàxon de mamífers, ara abandonat, que agrupava els ungulats, els dinocerats i els zhelèstids. Se'l considera obsolet perquè les investigacions moleculars i genètiques més recents indiquen que es tracta d'un grup parafilètic. Els seus membres han estat reclassificats en tres superordres molt diferents: els laurasiateris, els atlantogenats i els afroteris.